# Кьонигсберг (лек крайцер, 1927)
Вижте пояснителната страница за други значения на Кьонигсберг.
Кьонигсберг (на немски: Konigsberg) е немски лек крайцер от времето на Втората световна война. Главен кораб на своя проект.
Корабът е наречен в чест на града Кьонигсберг в Източна Прусия.

## История создания
След Версайския мирен договор от 1919 г. на Германия се разрешава да има в състава на своя флот не повече от 6 кораба от класа на крайцерите с водоизместимост не повече от 6000 тона. Първият следвоенен крайцер става „Емден“, построен по леко изменененият проект на крайцерите от типа „Кьонигсберг II“ от времената на Първата световна война. Но става ясно, че флота се нуждае от кораби нов тип, нямащи конструктивните недостатъци на „Емден“, в частност, щитовото разположение на артилерията. Необходим е преход към куполни установки и премахване на другите недостатъци. Разработката на проекта за новите крайцери в рамките на Версайските ограничения започва през 1924 г. под ръководството на главния конструктор инженер Еренберг. В рамките на проекта са построени три крайцера: „Кьонигсберг“, „Карлсруе“ и „Кьолн“.
Крайцерът „Кьонигсберг“ е заложен на 12 април 1926 г. във военноморската корабостроителница „Reichsmarinrwerft“ във Вилхелмсхафен като крайцер „В“ („Ersatz Thetis“ – замяна на крайцера „Тетис“), спуснат е на вода на 26 март 1927 г. и въведен в състава на флота на 17 април 1929 г.

## История на службата
Екипажът на нового крайцер е сформиран от личния състав на списания крайцер „Нимфа“. След влизането си в строй „Кьонигсберг“ става флагман на Балтийската станция и разузнавателните сили на флота.

### Предвоенен период
В периода на предвоенния етап от службата крайцерът има множество задгранични походи, в частност, през октомври 1929 г. посещава Барселона, където тече Световното изложение. През юли 1934 г. „Кьонигсберг“ и „Лайпциг“ под флага на адмирал Колбе са на първата, след 1914 г., визита на германски кораби във Великобритания, посещавайки британската военноморска база Портсмът. В края на 1936 г. крайцерът се намира в испански води във връзка с продължаващата там гражданска война, където Третият райх поддържа метежниците. За времето на предвоенната си служба крайцерът посещава такива портове, като Барселона, Виго, Алмерия, Катания, Аргостилион, Сплит, Порт Махон, Лисабон, Лиепая, Стокхолм, Портсмът, Рейкявик, Талин, Гдиня, Хелзинки, Васа, Висбю.
На 22 февруари 1936 г. за флагман на разузнавателните сили на флота е назначен лекият крайцер „Лейпциг“, а „Кьонигсберг“ е предаден на артилерийската инспекция в качеството на учебен кораб на артилерийската школа.

### Втора световна война
Към момента на началото на Втората световна война „Кьонигсберг“ е на служба в Балтика, но в края на септември 1939 г. преминава в Северно море, където участва в поставянето на системата от минни заграждения „Вествал“, в различни маневри и учения.
В нощта на 12 по 13 ноември „Кьонигсберг“ заедно с крайцера „Нюрнберг“ и 6-та флотилия миноносци на Кригсмарине прикрива съединението разрушители, занимаващо се с поставяне на минни заграждения при източното крайбрежие на Великобритания.
След участието му в минно-заградителните операции крайцерът се намира в текущ ремонт до средата на март 1940 г.
През април 1940 г. Вермахта провежда операцията „Везерюбунг“ по превземането на Норвегия и Дания. В операцията по превземане на Норвегия в началния етап корабите на Кригсмарине трябва да стоварят в големите пристанища на тази страна десанти с цел контролирането им. Крайцерът „Кьонигсберг“ е определен в състава на група 3, цел на която става Берген. В групата влизат също крайцера „Кьолн“, учебно-артилерийският кораб „Бремзе“, плавбазата за торпедни катери „Карл Петерс“, миноносците „Леопард“ и „Вольф“, 5 торпедни катера и 2 спомагателни кораба. Команда групата контраадмирал Шмундт.

На 7 април крайцерът излиза в морето, имайки на борда си 750 военнослужещи от 69-та пехотна дивизия, адмирал Шрадер, назначен за командващ на западното норвежко крайбрежие, и неговият щаб. На борда на „Кьонигсберг“ се намира и командира на 159-ти пехотен полк. Флагман на групата е лекият крайцер „Кьолн“. „Кьонигсберг“ успява да стовари войските в Берген, след което е получена заповед да влезе в залива и да поддържа десанта. Но при преминаване на крайцера през теснините той е обстрелян от норвежка батарея на бреговата отбрана, имаща на въоръжение 210 mm оръдия. Корабът е уцелен от 3 снаряда, причинили повреди на тръбопроводите, електрооборудването, електростанциите, от строя излизат рулевото управление и системата за управление на огъня, а в някои каюти започва пожар. Командирът на крайцера дава заповед да се излезе от боя и повежда кораба към порт Берген. В порта от „Кьонигсберг“ са свалени останалите на борда войници и предават част от горивото на другите кораби. След оглед повредите на кораба са определени като незначителни. Корабът остава в състояние да развие най-високата си скорост от 22 – 24 възела, макар заради пробойните в корпуса видимо да намаляват мореходните му качества. Решено е да се остави повредения крайцер в норвежкото пристанище за ремонт, явно, опасявайки се от появата на превъзхождащите сили на английския флот. На 10 април 1940 г. две ескадрили пикиращи бомбардировача „Скюа“, по-рано приписани към самолетоносача „Арк Ройял“, атакуват крайцера, постигайки няколко попадения.
В 10 часа и 51 минути, крайцерът потъва, преобръщайки се нагоре с кила. Над водата остават само винтовете и част от дъното. Моряците на „Кьонигсберг“ са преведени в частите на морската пехота. Загубите сред екипажа съставят 18 души (според други данни, 11).
Корпусът на крайцера е изваден през лятото на 1942 г. и е използван като пирс за подводни лодки. Има планове „Кьонигсберг“ да се закара в Балтика, за използването му като зенитна плаваща батарея или да се разкомлектова за метал, но от него се отказват поради липсата на ескортни кораби. Корпусът на кораба е разкомплектова в Берген след края на войната.

## Командири на кораба
| Име и военно звание                           | Период на службата                          |
| --------------------------------------------- | ------------------------------------------- |
| фрегатенкапитан Волф фон Трот                 | 17 април 1929 г. – 19 юни 1929 г.           |
| фрегатенкапитан Роберт Витхофт-Емден          | 24 юни 1929 г. – 2 септември 1929 г.        |
| фрегатенкапитан Херман Денч                   | 27 септември 1930 г. – 25 септември 1932 г. |
| фрегатенкапитан/капитан цур зе Ото фон Шредер | 26 септември 1932 г. – 24 септември 1934 г. |
| фрегатенкапитан/капитан цур зе Хуберт Шмунт   | 25 септември 1934 г. – 26 септември 1935 г. |
| фрегатенкапитан/капитан цур зе Теодор Паул    | 27 септември 1935 г. – 15 февруари 1937 г.  |
| капитан цур зе Робин Шал-Емден                | 16 февруари 1937 г. – 2 ноември 1938 г.     |
| капитан цур зе Ернст Шьорлен                  | 3 ноември 1938 г. – 26 юни 1939 г.          |
| капитан цур зе Курт Цезар Хофман              | 27 юни 1939 г. – 15 септември 1939 г.       |
| капитан цур зе Хенрих Руфус                   | 16 септември 1939 г. – 10 април 1940 г.     |

## Коментари
1. ↑  Всички данни са приведени по състояние към септември 1939 г.
2. ↑  Германските кораби при началото на тяхното строителство получават временни имена. За новите кораби се избират букви. Тези кораби, които трябва да заменят стари или загубени кораби получават приставката „Ерзац“ пред името на заменяемия кораб.